# Xã Orvil, Quận Logan, Illinois
Xã Orvil (tiếng Anh: Orvil Township) là một xã thuộc quận Logan, tiểu bang Illinois, Hoa Kỳ. Năm 2010, dân số của xã này là 1.068 người.